# Diaphlebia angustipennis
Diaphlebia angustipennis – gatunek ważki z rodziny gadziogłówkowatych (Gomphidae). Występuje na terenie Ameryki Południowej.